# Theridion buxtoni
Theridion buxtoni là một loài nhện trong họ Theridiidae.
Loài này thuộc chi Theridion. Theridion buxtoni được Lucien Berland miêu tả năm 1929.